# Gliszczyński
Gliszczyński − polski herb szlachecki, odmiana herbu Jastrzębiec. Używany przez rodzinę osiadłą w Wielkopolsce, przypisywany też błędnie rodzinie kaszubskiej.

## Opis herbu
Opis z wykorzystaniem zasad blazonowania, zaproponowanych przez Alfreda Znamierowskiego:
W polu błękitnym podkowa złota z takimż krzyżem kawalerskim w środku i z zaćwieczonym półtorakrzyżem srebrnym, zwieńczonym takąż nogą zbrojną. Klejnot: nad hełmem w koronie jastrząb naturalny z dzwonkami na łapach, trzymający w prawej łapie podkowę złotą na opak z takimż krzyżem kawalerskim w środku. Labry błękitne, podbite złotem.

## Najwcześniejsze wzmianki
Znana przynajmniej od XVIII wieku odmiana herbu Jastrzębiec przyjęta przez senatorską rodzinę Gliszczyńskich z Gliśna i Gliszcza w Wielkopolsce. Rodzina wylegitymowała się z tym herbem w Królestwie Polskim w latach 1837 i 1838.

## Herbowni
Gliszczyński. Ta sama rodzina wylegitymowała się też z podstawową odmianą herbu Jastrzębiec. Tadeusz Gajl wiąże też z tym herbem nazwisko, czy raczej przydomek Dejanicz. Istotnie, odnotowano na Śląsku ród Dejanicz-Gliszczyńskich (von Dejanicz-Gliszczyński), ale pochodzili oni raczej od kaszubskich a nie Wielkopolskich Gliszczyńskich. Edward Breza twierdzi, że chodzi tu o Gliszczyńskich de Janic z Lipnicy w chojnickiem.
Istnieli też inni Gliszczyńscy, na Kaszubach, których gałęzie używały licznych innych herbów. Pełna lista herbów Gliszczyńskich dostępna w haśle Gliszczyński III.

## Znani herbowni
- Antoni Gliszczyński